# Inlinehockey

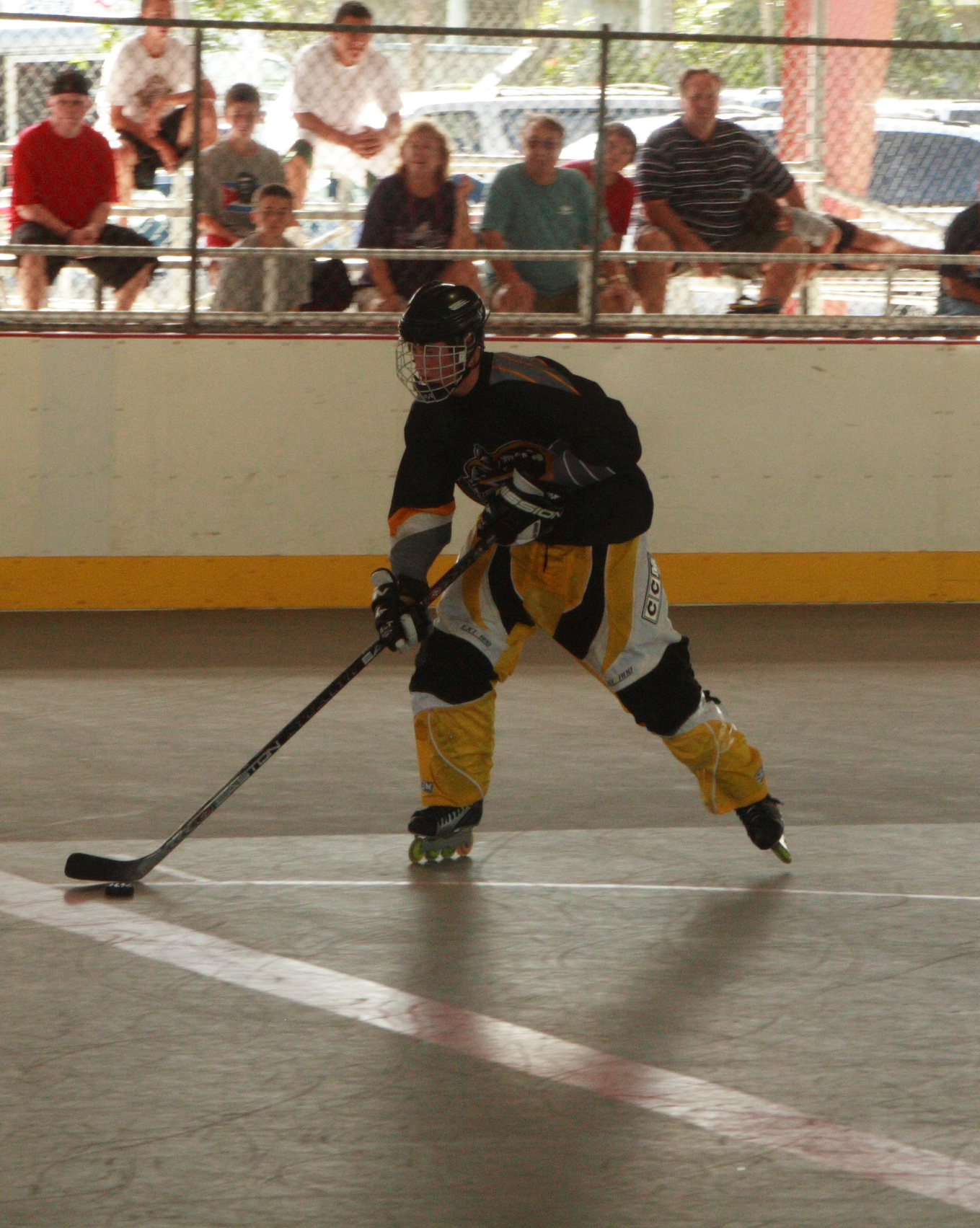
een schaatser in volledige uitrusting

Inlinehockey, rollerhockey, skaterhockey of inline-skaterhockey is een ploegsport die gespeeld wordt door op inlineskates te proberen een bal of puck in het doel van de tegenstander te schieten. De sport lijkt erg op ijshockey, waar het ook van afgeleid is, al zijn er enkele minieme verschillen.

## Geschiedenis
Inlinehockey werd afgeleid van ijshockey.
Al snel na het opzetten van de eerste professionele competities in het ijshockey werd door vele spelers in de zomermaanden verder getraind door op rolschaatsen rond te rijden. Reeds in 1940 ontstaan daaruit kleine competities. Er wordt dan ook een eerste reglement opgezet, gebaseerd op de regels van de NHL.
Het verschil met ijsschaatsen is echter erg groot en de beide sporten groeien uit elkaar. De ijshockeyfederaties verliezen hun invloed op het spel en de organisatie komt in handen van de Fédération Internationale de Roller Sports (FIRS), die het uitbouwt tot het huidige rollerhockey.
In 1987 brengt het bedrijf Rollerblade voor het eerst een commerciële versie uit van de inlineskate. Het verschil met ijsschaatsen is nu veel kleiner en opnieuw wordt er tijdens de zomermaanden een kopie gemaakt van ijshockey op harde ondergrond zonder ijs.
Reeds enkele jaren later in 1993 ontstaan de eerste gereguleerde competities en in warmere gebieden van de Verenigde Staten brengt de nieuwe sport een hernieuwde populariteit mee voor het ijshockey. De nieuwe NHL-teams (Tampa Bay Lightning, Florida Panthers, Anaheim Ducks, ...) dragen bij aan de opkomst van beide sporten.
In de NHL drafts van de laatste jaren duiken dan ook steeds meer jonge spelers op die afkomstig zijn uit deze warmere gebieden en de sport geleerd hebben door te beginnen met inlinehockey.
Rond 1995 werden in België de eerste min of meer georganiseerde inlinehockey activiteiten opgetekend. Mede dankzij de promotours van de verschillende schaatsmerken (Bauer, Rollerblade, …..) kreeg deze sporttak een boost. Langs Vlaamse kant werden de eerste activiteiten opgetekend door het team Blackfeet uit Deurne als snel gevolgd door Blue Force die zijn oorsprong kende in Boechout. Daarna volgden Rollin’ Thunder Edegem, Lapwings Duffel, RolloBoyz Putte (Mechelen), The Devils Westmalle, Sportiek Spins Brasschaat, Huskies Beveren, Dogs Eeklo, Psychos Wolvertem. Door het ontstaan van deze clubs drong een overkoepelende organisatie zich op. 
Onder de vleugels van de VRB (Vlaamse Rollerbond) werd dan ook, door de vertegenwoordigers van de eerste clubs, het VIHC (Vlaamse In-Line Hockey Comité) opgericht. 
Het wereldkampioenschap van 1997, onder de FIRS (Federation International de Roller Skating), werd van 15 tot 22 Juni 1997 gehouden in de Oostenrijkse stad Zell-am-See. het gemengde Vlaams-Waalse team, onder leiding van Eric Saintrond en Christian Pierre, vertegenwoordigde voor de eerste keer België. Dit WK werd uiteindelijk gewonnen door de United States, Canada werd tweede, Oostenrijk derde. België eindigde op de voorlaatste plaats gevolgd voor Engeland. Eindklassement, USA, Canada, Oostenrijk, Tsjechië, Spanje, Frankrijk, Italië, Zwitserland, Argentinië, Brazilië, Australië, Ecuador, Mexico, BELGIË en Engeland.
In 1999 nam België voor de tweede keer deel aan het WK. Ditmaal was de organisatie in handen van de Zwitserse plaatsen Thun en Wichtrach. België eindigde hier opnieuw op de voorlaatste plaats van de dertien deelnemende landen. 
Na de voorbereidingen, met enkele wedstrijden en tornooien in het Nederlandse Triavium, het Duitse Krefeld en Friedberg (Friedberg Twister), werd in 2000 deelgenomen aan het 6de FIRS WK in het Franse Amiens. Het WK werd gehouden in het Coliseúm thuisbasis van Gothiques d'Amiens. De coach van het team, Yannick Verstappen. Opnieuw werd het WK gewonnen door de USA, gevolgd door Zwitserland en Tsjechië. België eindigde ook hier, voor de 3de keer op rij, als voorlaatste. De andere deelnemende landen waren, Duitsland, Israël, Italië, Mexico, Argentinië, Australië, Spanje, Engeland, Mexico, Brazilië en natuurlijk Frankrijk.   

### IIHFofFIRS(World Skate)
Er bestaat erg veel verwarring over welke organisatie nu eigenlijk overkoepelend zeggenschap heeft over inlinehockey. De FIRS reguleert alle rollersporten, maar de spelregels zijn gelijklopend en erg gelijkend op die van ijshockey.
Beide organisaties hebben inlinehockeyploegen onder hun controle.
In Noord-Amerika en de grootste delen van Europa worden de officieel erkende competities opgezet door de bij de IIHF aangesloten federaties. Zo ook in België en Nederland. In Zuid-Europa (voornamelijk Spanje en Portugal) is de FIRS veel invloedrijker en de meeste inlinehockeyploegen zijn dan ook bij de FIRS aangesloten.
Recentelijk heeft de Belgische competitie besloten om met de regels geldend voor FIRS te spelen en de dubbele aansluiting aan te vragen. Hoewel de overkoepelende bond (RBIHF) dus nog steeds onderdeel is van IIHF, geldt de inlinehockey-afdeling ook als FIRS-afgevaardigde competitie voor België.
Recentelijk wint de Major league Roller Hockey of MLRH aan populariteit, met afdelingen in Noord-Amerika en Europa. Voorlopig blijft deze organisatie op een kleiner niveau, maar krijgt via de banden tussen Europees voorzitter Bob Sullivan (ex-NHL) en enkele Belgische teams ook aandacht bij verscheidene Belgische spelers. De Mannheim Stars, die zilver behaalden op de laatste wereldkampioenschappen voor clubteams in Pittsburgh, bevatten bv. een aantal Belgische spelers.

## Het spel
Inlinehockey wordt gespeeld met 4 schaatsers en 1 doelverdediger. De 4 schaatsers mogen onbeperkt vervangen worden, zelfs al is het spel nog aan de gang. De doelverdediger of goalie mag tijdens het spel het veld verlaten, maar mag dan enkel vervangen worden door een schaatser, een goalie mag het veld enkel opkomen als het spel stil ligt.
De bedoeling van het spel is om een rondvormige oranje bal of aangepaste puck in het doel van de tegenstander te werken. Daarvoor heeft elke speler een hockeystick.
Alle spelers rijden rond op inlineskates. Daardoor verloopt het spel erg snel.
De meeste matchen worden gespeeld in 2 perioden van elk 25 minuten (Senioren). De tijd ligt stil als het spel stil ligt.

### Penalty

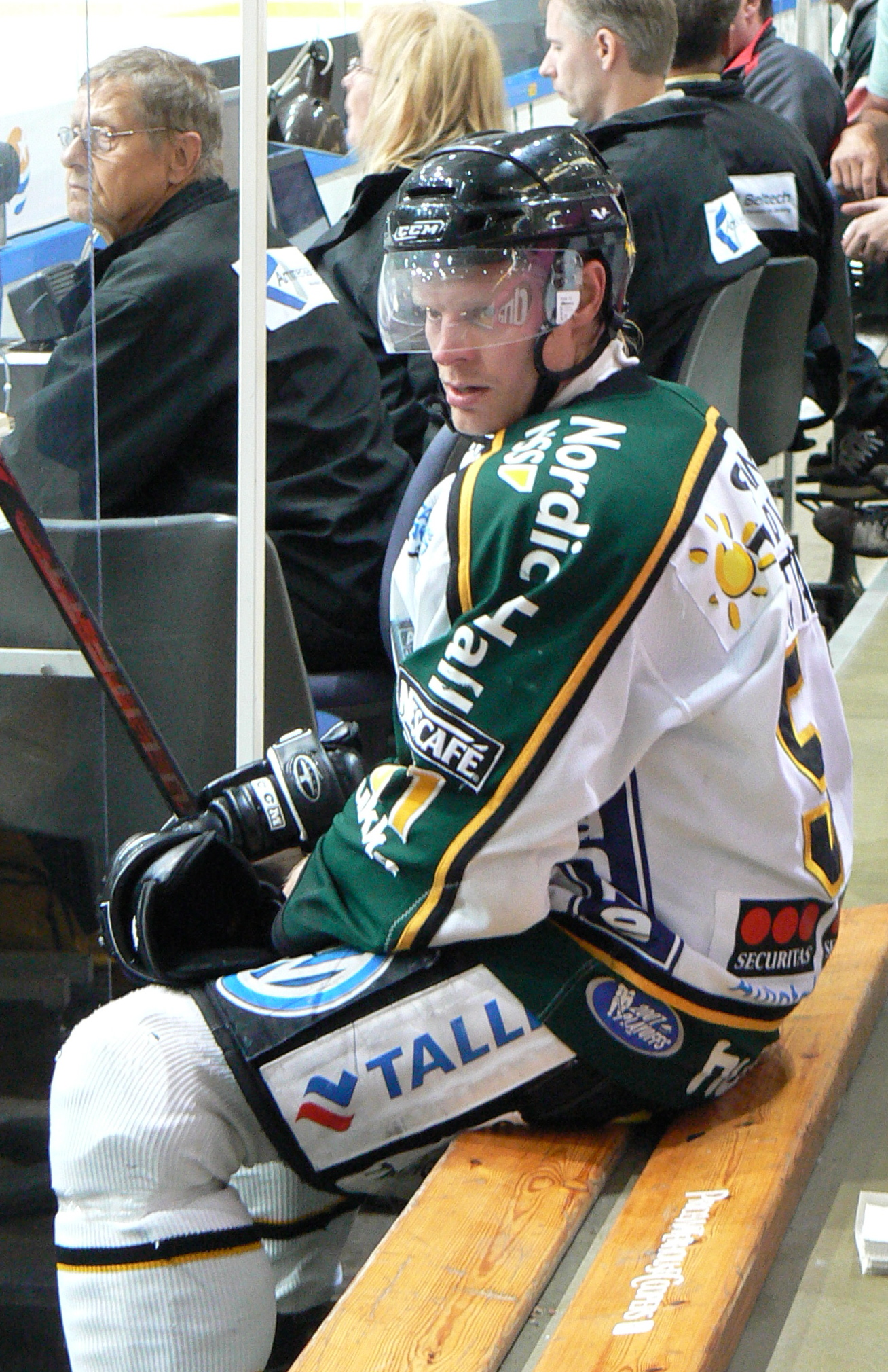
Speler op de strafbank

Een speler die een overtreding maakt zal hiervoor meestal gesanctioneerd worden met een penalty. De verschillende soorten overtredingen zijn erg complex, maar komen meestal neer op het hinderen van een tegenstander (door bv. zijn stick tegen te houden, hem te laten vallen of tegen te houden), gevaarlijke situaties veroorzaken (door bv. de stick te hoog te brengen of een tegenstander hardhandig van de puck te zetten) of spelbederf.
De standaard penalty in inlinehockey is 1,5 minuut voor IIHF regels en 2 minuten voor FIRS en staat bekend als een minor penalty. de speler wordt het speelveld afgestuurd en zijn ploeg moet al die tijd met 1 speler minder spelen.
Ergere overtredingen worden bestraft met een major penalty van 4 of 5 minuten, de speler mag dan al die tijd niet meespelen, en zijn ploeg speelt in de minderheid..
Bij deze sancties wordt de speler op een strafbank geplaatst. Als zijn straf is afgelopen, mag hij onmiddellijk weer deelnemen aan het spel.
De zwaarste sanctie - match penatlty - weert een speler voor de rest van de wedstrijd. Hij neemt geen plaats op de strafbank en wordt vervangen in zijn team.

### Enkele regels
Dit zijn enkele van de belangrijkste regels van inlinehockey:
- De puck / bal kan enkel met een stick in doel gewerkt worden. Alle doelpunten gescoord met het lichaam worden afgekeurd
- De puck / bal kan met gelijk welk lichaamsdeel of de stick gespeeld worden, maar in het aanvallende vak, mag er voor beide organisaties niet met de hand gepasst worden. Op de verdedigende helft mag dat wel voor IIHF
- Het spel ligt stil als de puck zo'n 3 seconden lang niet kan gezien worden door de scheidsrechters (meestal 2 per match), vaak omdat de goalie de puck afschermt onder de handschoen
- In IIHF-regels mag de bal nooit de middenlijn en de achterlijn van de tegenstander overschrijden zonder dat iemand hem nog aanraakt. Dat heet clearing, het spel wordt dan terug gebracht naar de eigen verdedigende helft.
- Offside (enkel IIHF): er bestaat alleen de off-side pass hetgeen betekent dat men van uit het verdedigingsvak geen pass kan geven aan een speler die zich reeds in het aanvallende vak bevindt.
- Het spel wordt na elke stop weer op gang gebracht met een face off, de scheidsrechter laat de puck tussen 2 spelers vallen en start het spel weer op.

## Uitrusting
De uitrustingen voor beide sporten (inline- en ijshockey) zijn nagenoeg dezelfde op enige verschillen na.
Omdat er bij inlinehockey, in tegenstelling tot ijshockey, geen onderling intentioneel fysiek contact toegelaten is, tracht men steeds meer om zware bescherming te verbieden. De zware bescherming zou ruw spelen in de hand kunnen werken. Toch blijft niet-intentioneel fysiek contact mogelijk (niet tijdig kunnen stoppen voor een mede- of tegenspeler, de boading, het doel, ....), de puck, vloer en sticks blijven even hard als bij het ijshockey.

### Speler
- Inlineskates

De uitrusting van een inlinehockeyspeler is vergelijkbaar met die van ijshockey. Net als op het ijs dragen de spelers:
- Een helm, vaak met vizier of volledig scherm, al is dit niet altijd verplicht
- Elleboogbeschermers, die vaak ook een klein stuk van de onderarm afschermen
- Handschoenen om de handen te beschermen tegen pucks of slagen van een stick.
- Een ijshockeybroek ("Hockey Pants") of inlinehockey beschermbroek "Girdle"
- Bescherming voor de schaamstreek (voor de heren "Cup" of dames "Pelvic Plate")
- Scheenbescherming die ook de knie afdekt.
- Een overbroek ("Longpant") die over de broek of "girdle" en de beenbescherming word gedragen.
- Een ijshockeystick waarmee het spel gespeeld wordt.

Een borstpak/borstbescherming of schouderbescherming is voor een veldspeler niet (meer) verplicht

### Goalie

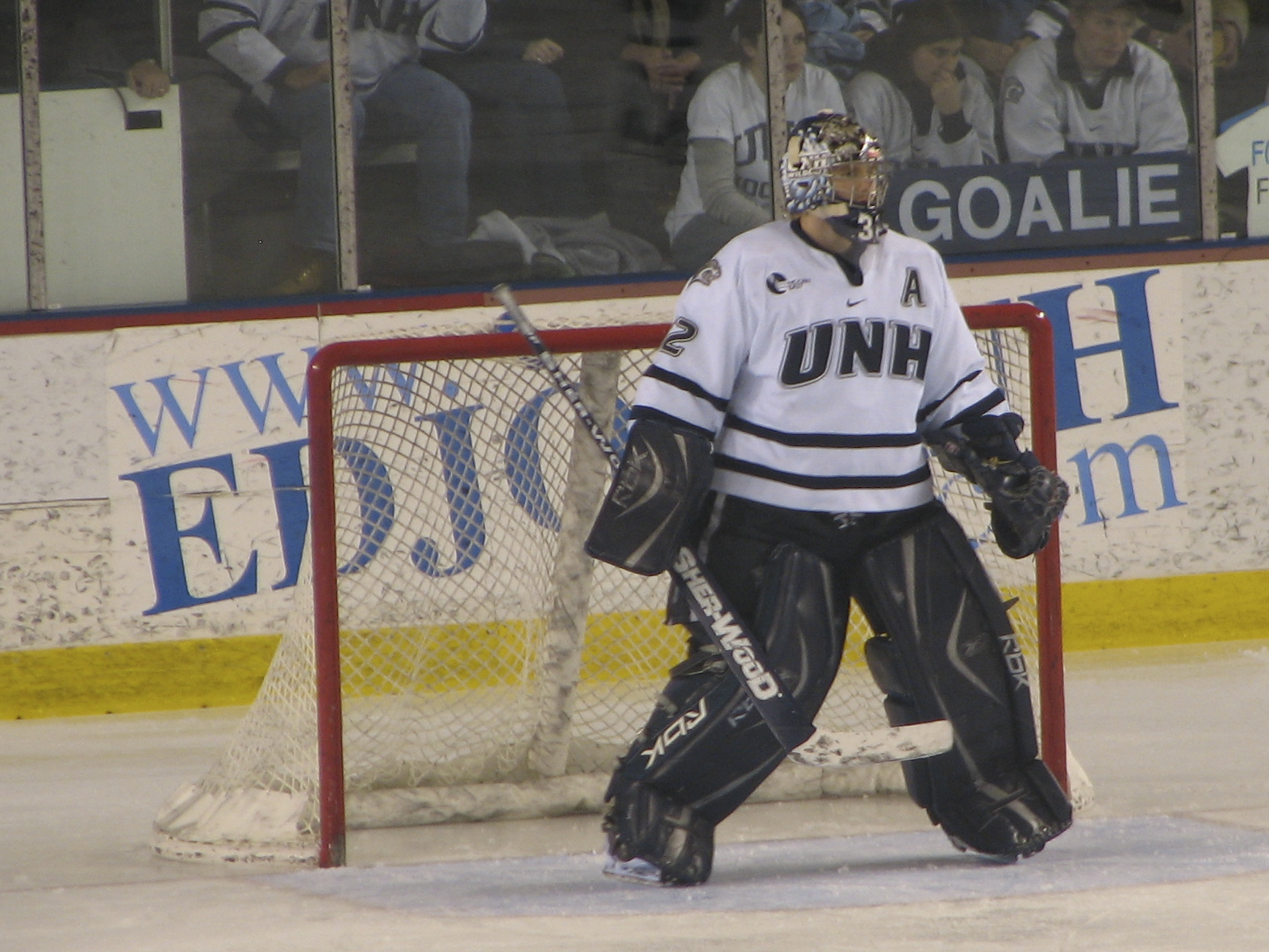
Een goalie in volledige uitrusting

Buiten de inlineskates ipv ijsschaatsen, heeft de goalie in principe dezelfde uitrusting als bij ijshockey,
De goalie ziet er, door de extra noodzakelijke bescherming, een stuk groter en steviger uit:
- De verplichte helm beschermt het hele hoofd en het hele gezicht af, nagenoeg altijd hangt er ook een kunststof beschermingsstuk onder de helm als bescherming voor de nek en keel.
- Een volledig borstpak, welke niet alleen de borst- en buikstreek beschermd, maar ook ook de schouder, onder- en bovenarm en binnen en buitenkant van de ellebogen.
- De handschoenen zijn vervangen door 1 grote vanghandschoen ("catcher") en 1 groot rechthoekig kussen ("blocker") over de hand waar de stick in gehouden wordt
- Een speciaal voor de goalie ontworpen ijshockeybroek ("Goalie Pants"). De "Girdle" bied voor de goalie te weinig bescherming.
- Bescherming voor de schaamstreek (voor de heren "Cup" of dames "Pelvic Plate"), deze is voor de goalie net iets steviger uitgevoerd en heeft bijkomend iets meer bescherming voor de onderbuik.
- De scheenbescherming zijn grote rechthoekige kussens of "pads" die boven de kledij gedragen worden.
- De stick mag een verbreding hebben boven de lepel.

## Verschillen met ijshockey
Inlinehockey lijkt op het eerste gezicht erg op haar moedersport, maar wijkt op enkele vlakken toch sterk af.

### Speelveld (geen ijs en veelal kleiner)
Ondergrond
- Het grote verschil betreffende de ondergrond is natuurlijk dat er niet op ijs gespeeld zal worden.
- Een betonnen, gepolierd beton, parketvloer,..... is al voldoende om inline hockey te kunnen spelen. Toch komen in er België stilaan maar zeker steeds meer terreinen die voorzien zijn van een speciale sport/Inline hockey vloer. Deze vloer bestaat uit kunststof tegels die, door de mindere weerstand tijdens het skaten en het bewegen/passen van de puck, een soortgelijk gevoel geeft als het ijsschaatsen en het ijshockeyen. Deze speciale vloer zorgt voor een sneller spel op zowel het vlak van skaten als puckbeweging.
  - In het Franstalige deel van België beschikken enkele clubs al enige tijd over zulk een vloer. Wolves uit Charleroi,  Chaps uit Beaumont en Phoenix (die voorlopig in Aalst spelen).
  - De eerste club in het Vlaamstalige deel van België die zulke speciale vloer in gebruik mocht nemen, is Lapwings uit Duffel. Sinds 1 september 2024 beschikken zij over deze speciale vloer van "Joker Floors".

Afmetingen

Nieuwe vloer in sporthal "De Pollepel" Duffel - Lapwings

Omgeven door een soortelijke "boarding", een omranding van ongeveer 1 meter hoog, als bij het ijshockey:
- De afmetingen van het speelveld zijn in België veelal 40m bij 20m (omwille van de sporthallen met een mini-voetbal/futsal terrein).
- Internationale wedstrijden, Europese- of wereldkampioenschappen worden veelal op grotere terreinen van 60m bij 30m gespeeld (drooggelegde ijsbanen buiten het ijshockey seizoen). Dit zorgt voor meer ruimte en geeft de indruk dat het spel trager en minder attractief is)

Belijning
In tegenstelling tot ijshockey, wordt er gespeeld op een speelveld dat geen neutrale zone bevat. 
- Er is enkel een aanvallende en een verdedigende helft.
- De blauwe lijn die offside, welke regel niet van toepassing is bij inline hockey, aanduidt in ijshockey wordt hier gelijkgesteld met de middenlijn.

### Ploegopstelling (geen 5 maar 4 veldspelers)
Elk team kan maximaal uit 14 veldspelers bestaan en 2 "goalies", waarvan er maximaal 4 spelers en 1 "goalie" tegelijkertijd op het speelveld staan.
Door de intensiteit van de sport (explosief) wordt er constant gewisseld tussen de verschillende veldspelers. Het team zal dan ook opgedeeld worden in 2 of 3 lijnen (1 lijn = 4 veldspelers) die constant wisselen (veelal tussen 1 en 1,5minuut, maximaal om de 2 minuten).  
In tegenstelling tot ijshockey wordt Inline hockey gespeeld met 4 veldspelers en 1 "goalie" (doelverdediger). De centerspeler uit het ijshockey ontbreekt, er wordt gespeeld met 2 aanvallers (3 in ijshockey) en 2 verdedigers.

### Spelregels (geen intentioneel contact, geen off-side, geen icing)
Inlinehockey is een stuk technischer dan op ijshockey, en haalt misschien wel het grootste kenmerk van ijshockey weg: de "bodycheck". Elk intentioneel contact is verboden.
In tegenstelling tot de NHL, de beroemdste ijshockeycompetitie geldt het principe van clearing (of icing in ijshockey) sowieso. Steeds meer ijshockeycompetities werken met het principe dat de puck eerst moet aangeraakt worden door een verdediger voor het spel stil ligt. Als een aanvaller de puck eerst raakt, gaat het spel door. In inlinehockey ligt het spel stil zodra de puck de achterlijn overschrijdt.

## Inline hockey in België
Ondertussen niet meer bestaand :
- Blackfeet (Deurne) 1994-
- Blue Force (Boechout/Deurne) 1994-
- Rollin'Thunder (Edegem) 1995-
- Rolloboyz (Putte/Mechelen) 1995-
- Flames (Nijlen/Lier) 1995-
- Devils (Westmalle) 1995-
- Silver Eagles
- Fireballs

In België wordt de inlinehockeycompetitie georganiseerd door de Koninklijke Ijshockey Federatie (RBIHF).
De actuele Belgische clubs die aangesloten zijn bij de RBIHF:

###### Vlaanderen
- Sportiek Spins (Brasschaat) 1995-heden
- Lapwings (Duffel) 1995-heden
- Chiefs Inline (Leuven)
- Dogs (Eeklo)
- Huskies (Beveren)
- Psychos (Wolvertem)
- Flying Eagles (Turnhout)
- Spin It (Hasselt)
- Stars (Eeklo)
- White Bears (Watervliet)

###### Wallonië
- Phoenix (Aalst)
- Wolves (Charleroi)
- Chaps (Beaumont)
- Crows (Bastogne)
- Lords Of The Citadel (Ramillies)
- White Sharks (Peronnes)

De Belgische competitie bevatte enkele jaren geleden een "International league" waarin ploegen uit Nederland en Duitsland speelden. Er bestaan plannen om deze competitie terug op te starten, maar afstand en verminderde internationale interesse zorgen er momenteel voor dat er voorlopig geconcentreerd wordt op enkel Belgische ploegen.

## Inline hockey in Nederland
In Nederland wordt inline-hockey georganiseerd door Dutch Inline Hockey (DIH) en inline-skaterhockey door Inline SkaterHockey Nederland (ISHN). Inline-Skaterhockey wordt gespeeld met een bal op een kleiner speelveld (ook wel rink genoemd).